# Anagnia (bướm đêm)
Anagnia là một chi bướm đêm thuộc họ Erebidae.

## Các loài
- Anagnia subfascia (Walker, 1854)